# 6 de febrero
El 6 de febrero es el 37.º (trigésimo séptimo) día del año en el calendario gregoriano. Quedan 328 días para finalizar el año y 329 en los años bisiestos.

## Acontecimientos
- 337: en Roma, Julio I es elegido papa.
- 1482: en Sevilla tiene lugar el primer auto de fe de la Inquisición española.
- 1685: Jacobo II se convierte en rey de Inglaterra, Escocia e Irlanda a la muerte de su hermano Carlos II.
- 1778: Francia firma unos tratados con los Estados Unidos por los que reconoce a la joven nación y se alía con ella en su guerra de independencia contra los británicos.
- 1783: en Mesina (Sicilia) a las 0:20 de la medianoche sucede el segundo terremoto (de una serie de 5, en 50 días) de una intensidad estimada de 6,2 grados en la escala de Richter. Por el terremoto del mediodía anterior (que se cobró más de 25 000 víctimas), muchas familias habían dormido en la playa, donde el tsunami de hoy penetró unos 200 metros en la tierra firme, y murieron ahogados unos 1500.
- 1818: en Brasil, Juan VI, rey de Portugal, instituye la Orden de Nuestra Señora de la Concepción de Villaviciosa.
- 1833: en Estados Unidos, el inventor Samuel Morse presenta en público el telégrafo eléctrico.
- 1840: en Nueva Zelanda se firma el Tratado de Waitangi, considerado como el documento fundacional de ese país.
- 1860: en Marruecos aparece el número uno del primer periódico de ese país, El Eco de Tetuán, dirigido por el español Pedro Antonio de Alarcón.
- 1873: Bolivia y Perú firman un tratado secreto de alianza militar. Historiadores chilenos lo señalan como una de las causas de la guerra del Pacífico.
- 1877: en Chile, se firma el Decreto Amunátegui, que permite a las mujeres cursar estudios superiores en Chile.
- 1880: Johann Palisa descubre el asteroide 212, al que da el nombre de Medea.
- 1885: Italia se hace con el control del enclave etíope de Masaua.
- 1887: en Costa Rica se crea el Liceo de Costa Rica por vía de decreto en el periodo de presidencia del licenciado Bernardo Soto Alfaro, como iniciativa del licenciado Mauro Fernández Acuña.
- 1900: el Senado de los Estados Unidos ratifica la decisión de la Conferencia de Paz de La Haya (1899) sobre la creación de un Tribunal Internacional de Arbitraje.
- 1900: en el lago Csoba (Alto Tatra) se celebra el campeonato europeo de carreras de velocidad sobre hielo.
- 1904: en el marco de la Guerra Ruso-Japonesa, Japón rompe relaciones diplomáticas con Rusia.
- 1906: en Antofagasta (Chile) sucede la Matanza de Plaza Colón.
- 1910: en Longchamps, Argentina, el aviador francés Henri Brégi lleva a cabo el primer vuelo mecanizado de América del Sur en un avión Voisin Octavie III, impulsado por un motor Gnôme de 50 hp.
- 1912: en Medellín, Colombia, se funda el periódico El Colombiano.
- 1913: el gobierno ruso rechaza la moción de los diputados de la Duma a favor de autorizar a las mujeres el desempeño de profesiones jurídicas. (Véase feminismo).
- 1915: el buque Alfonso XIII, que transportaba un importante cargamento de café cubano, se hunde frente al puerto de Santander.
- 1919: en Luxemburgo, las mujeres obtienen el derecho de voto a partir de los 21 años.
- 1921: en Estados Unidos, Charles Chaplin estrena su película El chico.
- 1922: en Washington se firma el Tratado de las Nueve Potencias, cuyo fin es lograr el respeto a la independencia y a la integridad territorial y administrativa de China.
- 1922: en España, desde este día se exige la asistencia con puntualidad a los funcionarios públicos de todos los ministerios.
- 1922: en Roma, Pío XI es elegido papa.
- 1926: en España el rey firma el decreto que instituye la Fiesta Nacional del Libro.
- 1926: en Italia, el líder fascista Benito Mussolini acusa a Alemania de una campaña contra Italia, lo que provoca una crisis entre ambos países.
- 1926: España y Francia firman un acuerdo de cooperación militar sobre los «intereses» de ambos estados en la invadida Marruecos.
- 1931: en Estados Unidos se estrena la película Luces de la ciudad, de Charles Chaplin.
- 1932: sectores católicos en España protestan contra la orden decretada por el Gobierno de retirar los crucifijos de las escuelas públicas, de acuerdo con la secularización de la enseñanza que preconiza la Constitución de 1931.[1]
- 1933: en la aldea de Oimiakón (en el medio de Siberia, 470 km al norte del mar de Ojotsk) la temperatura llega hasta –67.7 °C (–89.9 °F); es el récord mundial de frío en una localidad poblada desde que se registran temperaturas hasta la actualidad. La temperatura más baja del planeta (–89,2 °C) se registró en la Base Vostok (Antártida).
- 1934: en la plaza de la Concordia (en París), en una gran manifestación de protesta contra el símbolo de la democracia parlamentaria y contra el gobierno socialista radical presidido por activistas de extrema izquierda y extrema derecha. Los manifestantes se enfrentan a la policía, provocando 20 muertos y 2.300 heridos.
- 1935: en la Unión Soviética, el Congreso de Comisarios confirma a Viacheslav Mólotov como jefe del Gobierno.
- 1936: en la Alemania nazi, el ministro del interior del reich, Wilhelm Frick, decreta que las instituciones sanitarias y asistenciales lleven a cabo un «inventario racial biológico».
- 1936: en Madrid se estrena la comedia Nuestra Natacha, de Alejandro Casona.
- 1937: en España ―en el marco de la Guerra Civil― se inicia la Batalla del Jarama, donde los republicanos se enfrentan a los sublevados del general Francisco Franco.
- 1939: los principales dirigentes republicanos españoles, entre los cuales se encontraban Manuel Azaña y Juan Negrín, se refugian en Francia.
- 1940: el Consejo de Guerra franco-británico acuerda el desembarco de Narvik (Noruega), el apoyo a Finlandia y la ocupación de la mina de hierro de Gallivare (Suecia).
- 1941: el general alemán Erwin Rommel es nombrado jefe del Afrika Korps (tropas acorazadas alemanas destinadas a operar en el norte de África). Las tropas británicas y australianas entran en Bengasi (Libia).
- 1941: en Estados Unidos, la Cámara de Representantes rechaza la petición republicana de establecer un límite máximo para las ayudas prestadas a Gran Bretaña.
- 1942: llega a Barcelona el vapor Apolo cargado de trigo procedente de Argentina.
- 1945: en Londres se abre la Conferencia Sindical Mundial.
- 1945: en Quito se funda el club de fútbol Sociedad Deportiva Aucas.
- 1947: el Alto Comité Árabe informa a la ONU sobre su rechazo absoluto a la resolución 181 que funda el Estado de Israel.
- 1947: el capitán de navío Federico Guesalaga Toro inaugura la Base Naval Capitán Arturo Prat, dentro de la Primera Expedición Antártica Chilena.
- 1949: en Barcelona (España) se estrena la película El amor brujo, protagonizada por Ana Esmeralda y Manolo Vargas.
- 1951: en el sitio de pruebas de Nevada ―en el marco de la operación Ranger―, Estados Unidos detona la bomba atómica Fox (de 22 kilotones).
- 1952: en Reino Unido, Isabel II se convierte en reina al morir su padre Jorge VI.
- 1953: en el teatro Alcázar (de Madrid) se estrena la comedia El caso de la señora estupenda, de Miguel Mihura.
- 1953: en España, la reforma del bachillerato conduce a una separación entre las ciencias y las letras.
- 1954: desde Estados Unidos zarpa el primer envío de armas para España.
- 1956: en los Estados Unidos se realizan protestas racistas por la entrada de la primera estudiante negra en la Universidad de Alabama.
- 1957: las empresas alemanas sucesoras de los laboratorios I. G. Farben se comprometen a pagar indemnizaciones a los prisioneros judíos de los campos de concentración.
- 1958: en el aeropuerto de Múnich-Riem se estrella el avión en el que viaja el equipo de fútbol del Manchester United Football Club, causando la muerte de 24 personas, entre ellas 8 jugadores del equipo.
- 1958: en Liverpool (Inglaterra), el músico Paul McCartney le presenta John Lennon a George Harrison.
- 1960: el gobierno español garantiza derechos de concesión a seis compañías estadounidenses para explotar eventuales yacimientos petrolíferos en la región del Sáhara invadida por España.
- 1961: Manuel Fraga Iribarne es nombrado director del Instituto de Estudios Políticos que fue un organismo público español activo principalmente durante el régimen de Franco.
- 1965: en Vietnam del Norte, Alekséi Kosygin (primer ministro soviético), es recibido por el presidente Hồ Chí Minh.
- 1965: en Cajón del Maipo, Región Metropolitana de Santiago (Chile), se estrella el Vuelo 107 de LAN Chile cobrándole la vida a sus 87 ocupantes; considerándose así, el peor accidente en la historia de la aviación chilena.
- 1966: en Costa Rica vence en las elecciones generales el candidato derechista José Joaquín Trejos Fernández.
- 1967: el primer ministro soviético, Alekséi Kosygin, llega al Reino Unido en visita oficial.
- 1967: en España se han presentado hasta el momento 599 reclamaciones por el accidente de Palomares.
- 1968: en España un acertante de 14 resultados en la quiniela, Gabino Moral, cobra 30,2 millones de pesetas.
- 1972: diecisiete personas muertas y sesenta heridas al caer al río dos autobuses en Zaragoza y Sevilla.
- 1973: en Argentina, el dictador Alejandro Agustín Lanusse impide al expresidente democrático Juan Domingo Perón el retorno al país.
- 1973: en Toronto (Canadá) comienza la Construcción de la Torre CN.
- 1974: la isla de Granada se independiza del Imperio británico.
- 1976: en Washington (Estados Unidos), Carl Kotchian (presidente de la empresa Lockheed Corporation) admite ante el Senado haber pagado más de 3 millones de dólares (que, debido a la inflación que devalúa el dólar estadounidense, equivalen a 14 millones de 2021) en sobornos al primer ministro japonés Kakuei Tanaka (1918-1993).
- 1976: en España, la Dirección General de Seguridad suspende los recitales de Raimon.
- 1977: un referéndum ratifica como presidente vitalicio de Paraguay al general Alfredo Stroessner.
- 1977: en Rodesia, guerrilleros asesinan a tiros a siete miembros de una misión.
- 1979: en Pakistán, es condenado a la horca el ex primer ministro Zulfikar Ali Bhutto.
- 1981: aparece asesinado José María Ryan, ingeniero jefe de la central nuclear de Lemóniz (Iberduero), secuestrado por la banda terrorista ETA Militar el 29 de enero anterior.
- 1981: en Palma de Mallorca comienza el Segundo Congreso de UCD.
- 1984: Beirut Este es ocupado por las milicias cristianas.
- 1986: en el centro de Madrid, un comando de la banda terrorista ETA asesina al almirante Cristóbal Colón de Carvajal y Maroto y a su chófer.
- 1988: Argentina y Brasil invitan a Uruguay a incorporarse al futuro mercado común argentino-brasileño.
- 1989: treinta mil soldados soviéticos abandonan Afganistán, mientras la capital, Kabul, queda sumida en el caos.
- 1989: en el Congreso español se disuelven las agrupaciones de la Democracia Cristiana y del Partido Liberal.
- 1989: el presidente argelino Chadli Bendjedid visita al rey Hassan II, después de muchos años de críticas relaciones.
- 1992: en Madrid, la banda terrorista ETA asesina a tres capitanes, un soldado y un funcionario civil.
- 1993: Bélgica se convierte en estado federal.
- 1994: en Finlandia, el socialdemócrata Martti Ahtisaari gana las elecciones presidenciales.
- 1995: Arantxa Sánchez Vicario se convierte en la primera española que encabeza la lista de las mejores tenistas del mundo (WTA).
- 1996: en el Océano Atlántico, frente a las costas de la República Dominicana, se estrella un Boeing 757 de las aerolíneas turcas. Mueren 189 personas.
- 1998: en Córcega, dos terroristas asesinan al prefecto del Estado francés, Claude Erignac, tras la ruptura de la tregua armada anunciada por el Frente de Liberación Nacional Corso.
- 1999: en Kosovo, el presidente francés Jacques Chirac inaugura la cumbre para las conversaciones de paz.
- 2000: en México, la Policía Federal Preventiva irrumpe en las instalaciones de Ciudad Universitaria de la UNAM, para extinguir un paro de labores iniciado por el Consejo General de Huelga desde el 20 de abril de 1999 y arrestar a poco más de 700 estudiantes universitarios.
- 2000: en El Ejido (Almería) miles de españoles atacan violentamente a los inmigrantes que habitan en la región.
- 2000: la socialdemócrata Tarja Halonen vence en la segunda vuelta de las elecciones presidenciales finlandesas al centrista Esko Aho.
- 2001: en Israel, Ariel Sharón (líder del Likud), derrota a Ehud Barak (laborista) y se convierte en primer ministro.
- 2002: Alfredo Bryce Echenique, Orhan Pamuk y Christoph Hein ganan el premio italiano Grinzane Cavour 2002 de narrativa extranjera.
- 2002: en la Clínica Universitaria de Navarra (España), un equipo médico realiza el primer implante de células madre en ese país para regenerar un corazón infartado.
- 2003: en el Hospital de La Paz (de Madrid), un equipo médico logra trasplantar un aparato digestivo completo (estómago, duodeno, intestino delgado, páncreas e hígado) además de un riñón a una adolescente de 16 años que padecía pseudo-obstrucción idiopática crónica.
- 2004: en Rusia, un ataque suicida en el metro de Moscú mata a 40 personas y hiere a otras 129. Se culpa de los hechos a grupos separatistas chechenos.
- 2004: en Alemania, el canciller Gerhard Schröder dimite como presidente del SPD.
- 2004: en España, el Ministerio de Sanidad y Consumo prohíbe la venta de 197 medicinas naturistas, calificándolas como tóxicas.
- 2004: en el suelo de la barroca Iglesia del Salvador (en Sevilla), un grupo de arqueólogos halla cuatrocientas tumbas del siglo XVIII. Los arqueólogos buscaban los restos de una antigua mezquita.
- 2005: en un albergue rural de Todolella (provincia de Castellón) mueren 18 personas por inhalación de monóxido de carbono mientras dormían.
- 2005: en Bagdad, la insurgencia iraquí secuestra a cuatro ingenieros egipcios.
- 2006: en Canadá, Stephen Harper (del Partido Conservador) se convierte en primer ministro.
- 2006: en los Estados Unidos, Ben Bernanke presta juramento por primera vez como presidente de la Reserva Federal, en sustitución de Alan Greenspan.
- 2006: en Zaragoza, tres terroristas de los GRAPO asesinan a una empresaria y hieren a su marido en un tiroteo iniciado tras exigirles dinero.
- 2006: en España, Luisa Castro gana el premio Biblioteca Breve con la novela La segunda mujer.
- 2006: en Chile, Liceo Manuel Barros Borgoño pasa a ser monumento nacional de Chile.
- 2016: en Taiwán se registra un terremoto de 6,4 grados. Mueren más de 120 personas y hieren más de 700 personas y desaparece 1 persona.[cita requerida]
- 2018: se lanza el primer vuelo de prueba del Falcon Heavy de Space X, con un vehículo Tesla Roadster en su interior, conduciéndolo al espacio. Después se logra la hazaña de aterrizar los booster del cohete, haciéndolo reutilizable.
- 2020: se derrumba parte de un vertedero de la localidad vasca de Zaldívar,[2] dejando dos fallecidos (Alberto Sololuze y Joaquín Beltrán). Meses después, se encuentran restos óseos de Alberto,[3] pero no de Joaquín Beltrán.
- 2022: la Selección de Fútbol de Senegal se consagró campeona de la Copa África de Naciones 2021 al derrotar por penales en la final a la máxima ganadora del torneo: Egipto. Este título significó el primero para Senegal.
- 2022: en Costa Rica se llevan a cabo las elecciones presidenciales para elegir al 49° presidente de la República, para el período 2022-2026.
- 2023: en la provincia de Kahramanmaraş, Turquía, un terremoto de 7,8 grados en la escala de Richter causa más de 41.000 muertos y más de 120.000 heridos, repercutiendo también en Siria, Armenia, Chipre y otros países cercanos.[4]
- 2024: en Chile, un helicóptero Robinson R66, capota en el Lago Ranco, en la Región de Los Ríos, accidente en el cual muere el expresidente de la República, Sebastián Piñera.
- 2025: el lateral izquierdo y leyenda del Real Madrid, Marcelo Vieira decide retirarse del fútbol profesional a la edad de 36 años

## Nacimientos
- 885: Daigo, emperador japonés (f. 930).
- 1452: Juana de Portugal y Coímbra, infanta portuguesa (f. 1490).
- 1577: Beatrice Cenci, noble italiana (f. 1599).
- 1582: Mario Bettinus, astrónomo, matemático y filósofo italiano (f. 1657).
- 1605: Bernardo de Corleone, religioso italiano (f. 1667).
- 1611: Chongzhen, emperador chino (f. 1644).
- 1608: António Vieira, religioso portugués (f. 1697).
- 1664: Mustafa II, sultán otomano (f. 1703).
- 1665: Ana, reina británica (f. 1714).
- 1730: Januarius Zick. pintor alemán (f. 1797).
- 1736: Franz Xaver Messerschmidt, escultor alemán (f. 1783).
- 1748: Adam Weishaupt, teólogo alemán (f. 1830).
- 1756: Aaron Burr, político estadounidense (f. 1836).
- 1757: Julian Ursyn Niemcewicz, estadista polaco (f. 1841).
- 1761: Kaspar Maria von Sternberg, botánico austriaco (f. 1838).
- 1778: Ugo Foscolo, escritor y patriota italiano (f. 1827).
- 1802: Charles Wheatstone, físico e inventor británico (f. 1875).
- 1808: James Esdaile, médico británico (f. 1859).
- 1811: Henry Liddell, lingüista y lexicógrafo británico (f. 1898).
- 1824: José María Marroqui, médico e historiador mexicano (f. 1898).
- 1830: Daniel Oliver, botánico británico (f. 1916).
- 1833: José María de Pereda, escritor español (f. 1906).
- 1833: J. E. B. Stuart, soldado estadounidense (f. 1864).
- 1838: Henry Irving, actor británico (f. 1905).
- 1843: Paul Sébillot, etnólogo e investigador francés (f. 1918).
- 1845: Absalón Rojas, político argentino, gobernador de la provincia de Santiago del Estero (f. 1893).
- 1846: Raimundo Andueza Palacio, 24.º presidente de Venezuela (f. 1900).
- 1859: Ricardo Jiménez Oreamuno, presidente costarricense (f. 1945).
- 1861: George Tyrrell, jesuita y teólogo irlandés (f. 1909).
- 1863: Amado Aguirre Santiago, ingeniero, militar y político mexicano (f. 1949).
- 1865: Evan Gorga, tenor italiano (f. 1957).
- 1874: Bhaktisiddhanta Sárasuati Prabhupada, religioso y escritor krisnaísta bengalí (f. 1937).
- 1879: Othon Friesz, pintor francés (f. 1949).
- 1886: M. N. Roy, revolucionario, activista y teórico bengalí (f. 1956).
- 1892: William Parry Murphy, médico estadounidense, Premio Nobel de Medicina en 1934 (f. 1987).
- 1895: Babe Ruth, beisbolista estadounidense (f. 1948).
- 1895: María Teresa Vera, cantante, compositora y guitarrista cubana (f. 1965).
- 1898: Erna Sack, soprano alemana (f. 1972).
- 1899: Ramón Novarro, actor mexicano (f. 1968).
- 1903: Claudio Arrau, pianista chileno (f. 1991).
- 1905: Władysław Gomułka, político polaco (f. 1982).
- 1906: James Hadley Chase, escritor británico (f. 1985).
- 1907: Maruja Grifell, actriz mexicana (f. 1968).
- 1908: Amintore Fanfani, político y primer ministro italiano (f. 1999).

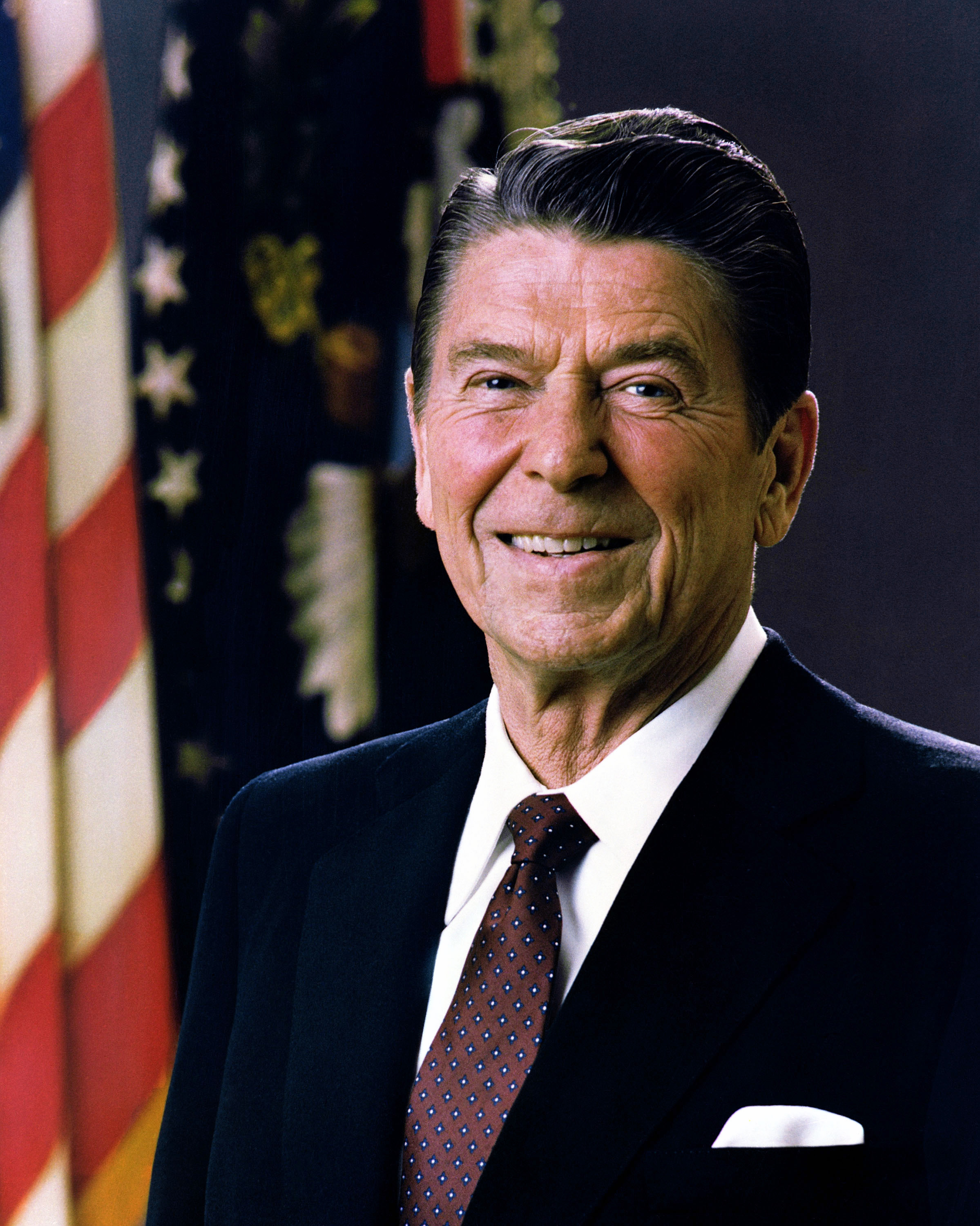
Ronald Reagan

- 1911: Ronald Reagan, actor y político estadounidense, presidente de los Estados Unidos entre 1981 y 1989 (f. 2004).
- 1912: Eva Braun, personalidad alemana, esposa de Adolf Hitler (f. 1945).
- 1913: Mary Leakey, arqueóloga británica (f. 1996).
- 1915: León Benarós, poeta e historiador argentino (f. 2012).
- 1915: Jorge Salcedo, actor argentino (f. 1988).
- 1917: Arnold Spielberg, ingeniero eléctrico estadounidense (f. 2020).
- 1917: José Alonso, sindicalista argentino (f. 1970).
- 1917: Zsa Zsa Gabor, actriz húngaraestadounidense (f. 2016).
- 1921: Jorge Díaz Serrano, político e ingeniero mexicano (f. 2011).
- 1922: José Luis Panizo, futbolista español (f. 1990).
- 1922: Patrick Macnee, actor británico (f. 2015).
- 1923: Aleksandr Yefímov, aviador militar soviético (f. 2012).
- 1924: Leopoldo González Sáenz, abogado y político mexicano (f. 2013).
- 1924: Billy Wright, futbolista británico (f. 1994).
- 1925: Pramoedya Ananta Toer, escritor indonesio (f. 2006).
- 1929: Pierre Brice, actor francés (f. 2015).
- 1929: Ramón Martínez Pérez, futbolista español (f. 2017).
- 1931: Rip Torn, actor estadounidense (f. 2019).

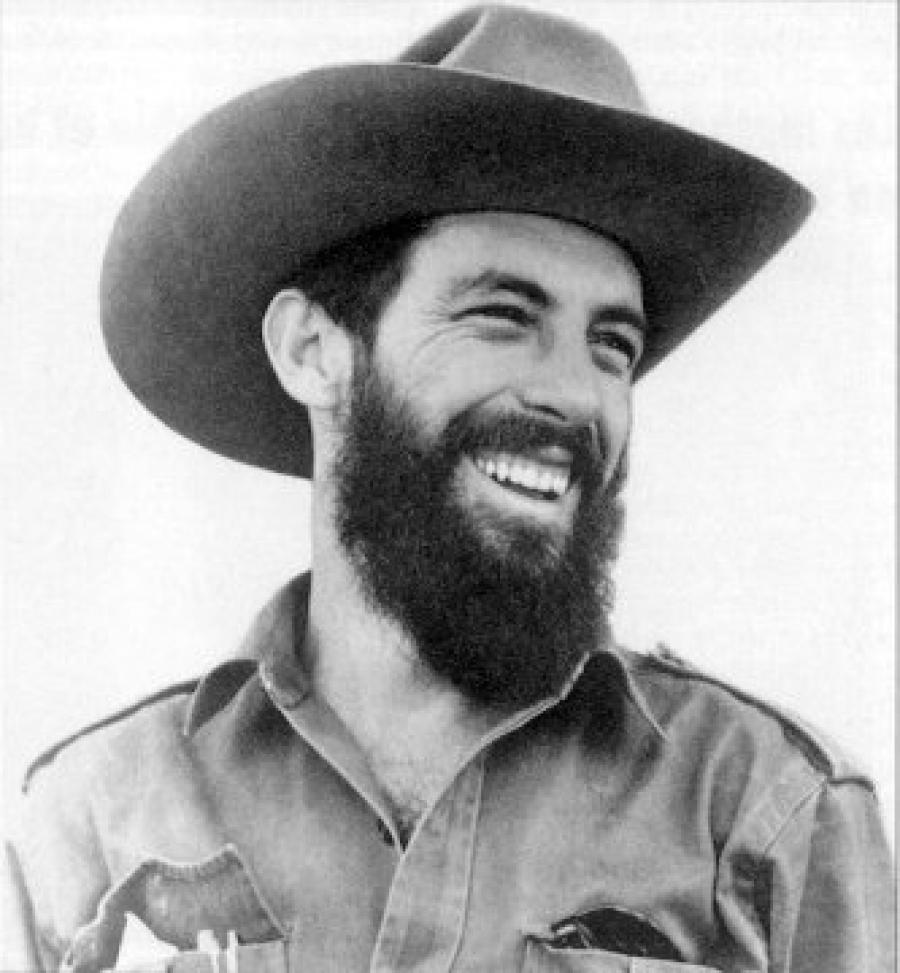
Camilo Cienfuegos

- 1932: Camilo Cienfuegos, revolucionario cubano (f. 1959).
- 1932: François Truffaut, cineasta francés (f. 1984).
- 1933: Horacio Galloso, periodista argentino (f. 2012).
- 1937: Ana Orantes, víctima de Violencia de género (f. 1997).
- 1939: Mike Farrell, actor estadounidense.
- 1944: Christine Boutin, política francesa.

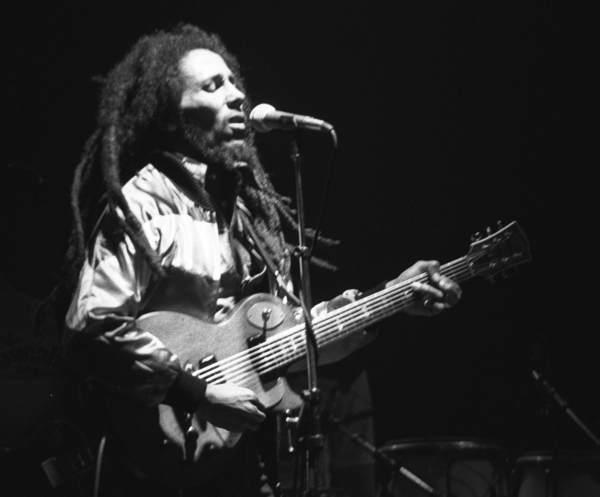
Bob Marley

- 1945: Bob Marley, músico, guitarrista y compositor jamaicano (f. 1981).
- 1945: Elba Esther Gordillo Morales, política mexicana.
- 1946: Kate McGarrigle, cantante canadiense (f. 2010).
- 1948: Ángel Sartori, veterinario y político chileno.
- 1949: Manuel Orantes, tenista español.
- 1949: Jim Sheridan, cineasta irlandés.

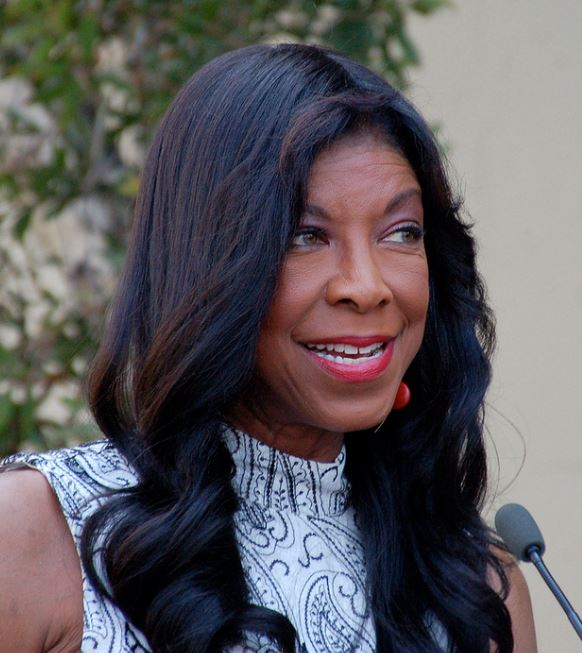
Natalie Cole

- 1950: Natalie Cole, cantante estadounidense (f. 2015).
- 1950: Timothy Michael Dolan, cardenal estadounidense.
- 1951: Darío Gómez, cantante y compositor colombiano (f. 2022).
- 1952: Ángeles Maestro, política española.
- 1952: John P. O'Neill, agente especial estadounidense (f. 2001).
- 1952: Ricardo La Volpe, futbolista y director técnico argentino.
- 1954: Juan Domingo de la Cruz, baloncestista español de origen argentino.
- 1957: Kathy Najimy, actriz estadounidense.
- 1959: Ken Nelson, productor musical británico.
- 1960:Liliana Serantes, actriz, locutora, directora de teatro y conductora argentina (f. 2011).
- 1960: Noemí Serantes, actriz, locutora, directora de teatro y conductora argentina.
- 1960: Megan Gallagher, actriz estadounidense.
- 1961: Malu Dreyer, política alemana.
- 1962: José Blanco López, político español.
- 1962: Divina Gloria, actriz y cantante argentina.

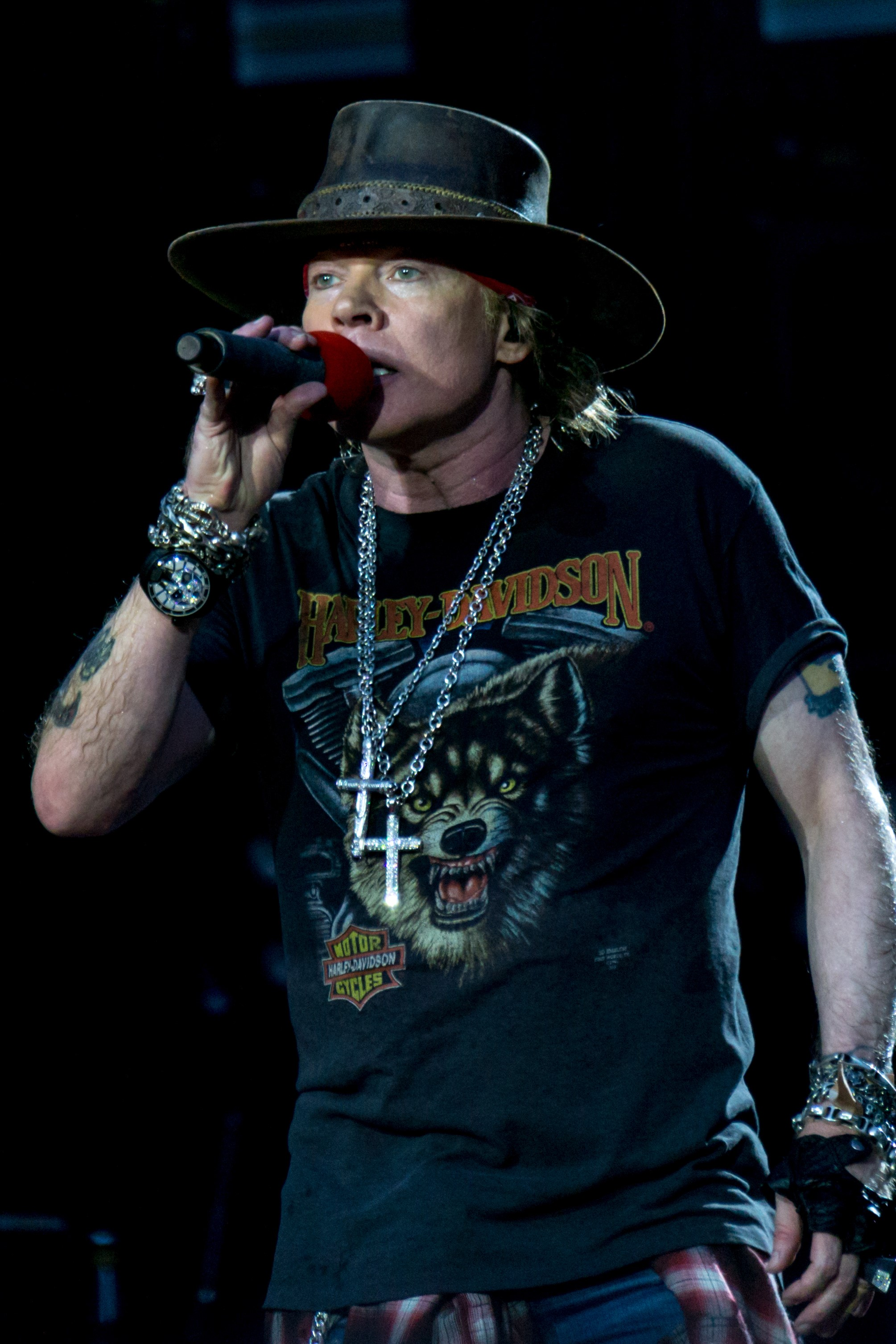
Axl Rose

- 1962: Axl Rose, músico estadounidense, líder de Guns N' Roses.
- 1964: Andréi Zviáguintsev, cineasta y actor ruso.
- 1965: Soledad Mallol, actriz española.
- 1966: Rick Astley, cantante británico.
- 1968: Adolfo Valencia, futbolista colombiano.
- 1968: Akira Yamaoka, compositor japonés.
- 1969: Issabela Camil, actriz mexicana.
- 1971: José María Jiménez, ciclista español (f. 2003).
- 1972: Ramón de Quintana, futbolista español.
- 1974: Alan Reale, músico, compositor, docente y productor musical chileno.
- 1974: Ada Chura, cantante y compositora peruana de tecnocumbia.
- 1974: Javi Navarro, futbolista español.
- 1974: Silke, actriz española.
- 1975: Tomoko Kawase, cantante japonesa.
- 1975: Jorge Carlos Piñeyrúa, comunicador y empresario uruguayo de envergadura.
- 1976: Marie Cavallier, princesa de Dinamarca.
- 1978: Peter Vagenas, futbolista estadounidense.
- 1979: Antonio Hidalgo Morilla, futbolista español.

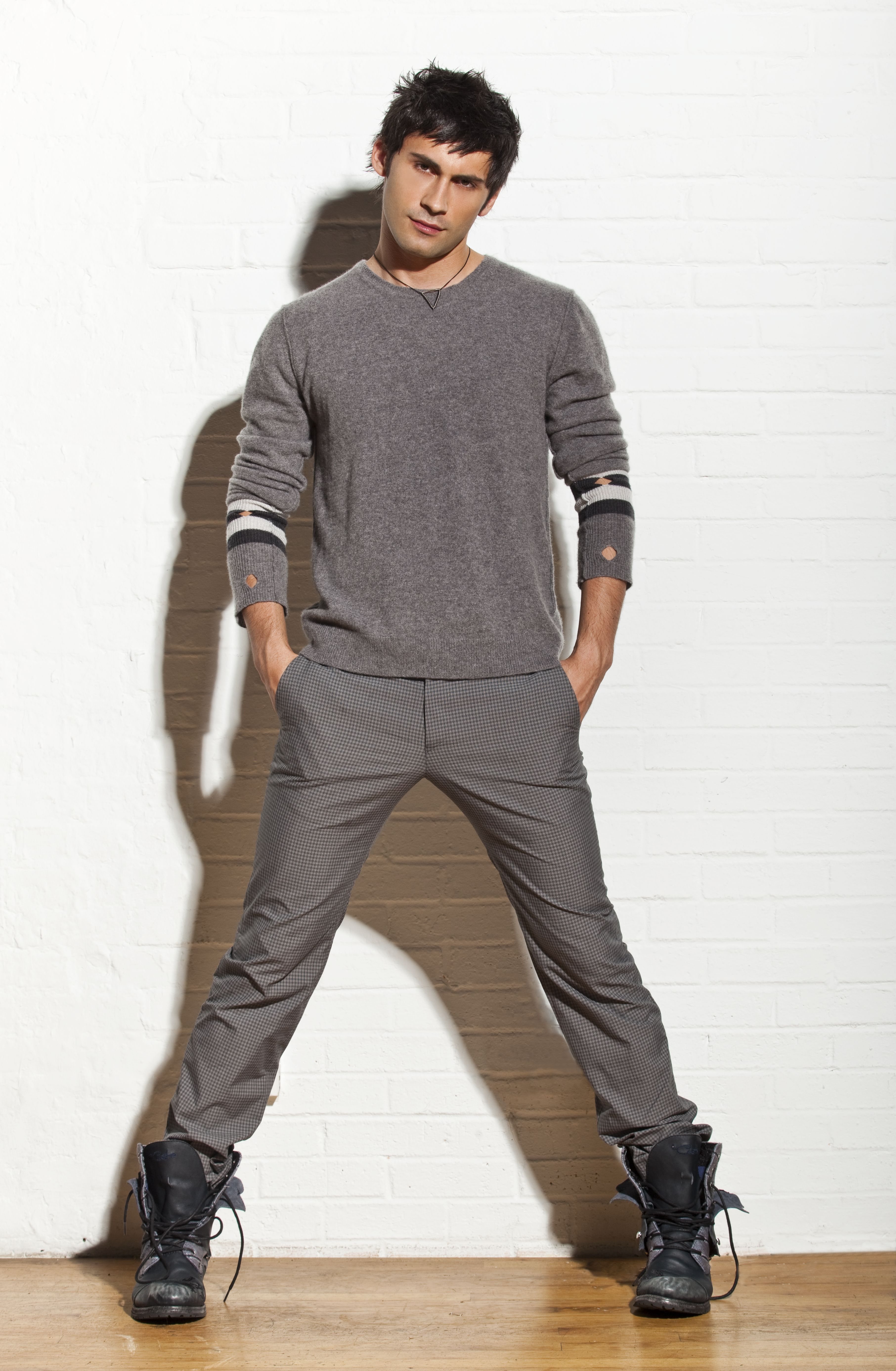
Dan Bălan

- 1979: Dan Bălan, cantante y compositor moldavo de O-Zone.
- 1979: Joakim Wulff, futbolista sueco.
- 1979: Ivan Bošnjak, futbolista croata.
- 1980: Nicolás Cabré, actor argentino.
- 1980: Konnor, luchador profesional estadounidense.
- 1980: Coki Ramírez, cantante, actriz y modelo argentina.
- 1980: Nicolás del Caño, político argentino.
- 1981: Ciro Guerra,  cineasta colombiano.
- 1981: Luis García Fernández, futbolista español.
- 1981: Jens Lekman, músico sueco.
- 1981: Shim Eun-jin, cantante y actriz surcoreana.
- 1981: Alán Gaglóyev, político suroseta, Presidente de Osetia del Sur desde 2022.
- 1984: Darren Bent, futbolista británico.
- 1984: Daisy Marie, actriz porno estadounidense.
- 1985: Kris Humphries, jugador de baloncesto estadounidense.
- 1985: Crystal Reed, actriz estadounidense.
- 1986: Dane DeHaan, actor estadounidense.
- 1986: Carlos Alberto Sánchez, futbolista colombiano.
- 1986: Yunho, actor y cantante surcoreano, de la banda TVXQ.
- 1987: Pedro Álvarez, beisbolista dominicano.
- 1988: Nicolás Furtado, actor uruguayo.
- 1991: Maxi Iglesias, actor español.
- 1991: Aleksandar Katai, futbolista serbio.
- 1992: Nora Fatehi, actriz, modelo, bailarina, productora y cantante canadiense.
- 1992: Mahatma Otoo, futbolista ghanés.
- 1993: Tinashe, cantante, actriz y modelo estadounidense.
- 1994: Charlie Heaton, actor y músico británico.
- 1994: Joakim Nilsson, futbolista sueco.
- 1994: Davy Roef, futbolista belga.
- 1995: Leon Goretzka, futbolista alemán.
- 1995: Jorrit Hendrix, futbolista neerlandés.
- 1996: Pablo Javier Adorno, futbolista paraguayo.
- 1997: Diogo Gonçalves, futbolista portugués.
- 1997: Hernán Lino, futbolista ecuatoriano.
- 1997: Cristian Jesús Martínez, futbolista panameño.
- 1997: Djibril Sow, futbolista suizo.
- 1997: Beatrice Abati, futbolista italiana.
- 1998: Aviva Mongillo, actriz y cantante canadiense.
- 1998: Žiga Frelih, futbolista esloveno.
- 1999: Stiwart Acuña, futbolista colombiano.
- 1999: Laura Ovalle, taekwondista mexicana.
- 1999: Marco Saravia, futbolista peruano.
- 1999: Guilherme Torriani, balonmanista brasileño.
- 2000: Guillermo Tegüé, futbolista colombiano.
- 2000: Conor Gallagher, futbolista británico.
- 2000: Juan Pablo Venegas Schaefer, baloncestista peruano.
- 2000: Nico Mantl, futbolista alemán.
- 2000: Teura'itera'i Tupaia, atleta francés.
- 2000: Agnė Šeleikaitė, nadadora lituana.
- 2000: Erin Cleaver, atleta australiana.
- 2000: Nelson Deossa, futbolista colombiano.
- 2000: Moha Moukhliss, futbolista español.
- 2000: Jørgen Strand Larsen, futbolista noruego.
- 2000: Sydney van Hooijdonk, futbolista neerlandés.
- 2001: Gabriel Guevara, actor español.
- 2001: Muhamet Hyseni, futbolista kosovar.
- 2002: Alessandro Pio Riccio, futbolista italiano.
- 2002: Khusayin Norchaev, futbolista uzbeko.
- 2004: Ran Binyamin, futbolista israelí.
- 2005: Zak O'Sullivan, piloto de automovilismo británico.
- 2005: Yuto Ozeki, futbolista japonés.

## Fallecimientos
- 1053: Abu'Amr al-Dani, escritor y teólogo Islamita del Califato de Córdoba (n. 981).
- 1378: Juana de Borbón, reina consorte francesa (n. 1338).
- 1515 (el 6 de febrero, según el calendario juliano): Aldo Manuzio, humanista e impresor italiano (n. 1449).
- 1539: Juan III de Cléveris, duque y conde alemán (n. 1490).
- 1597: Francesco Patrizi, filósofo italiano (n. 1529).

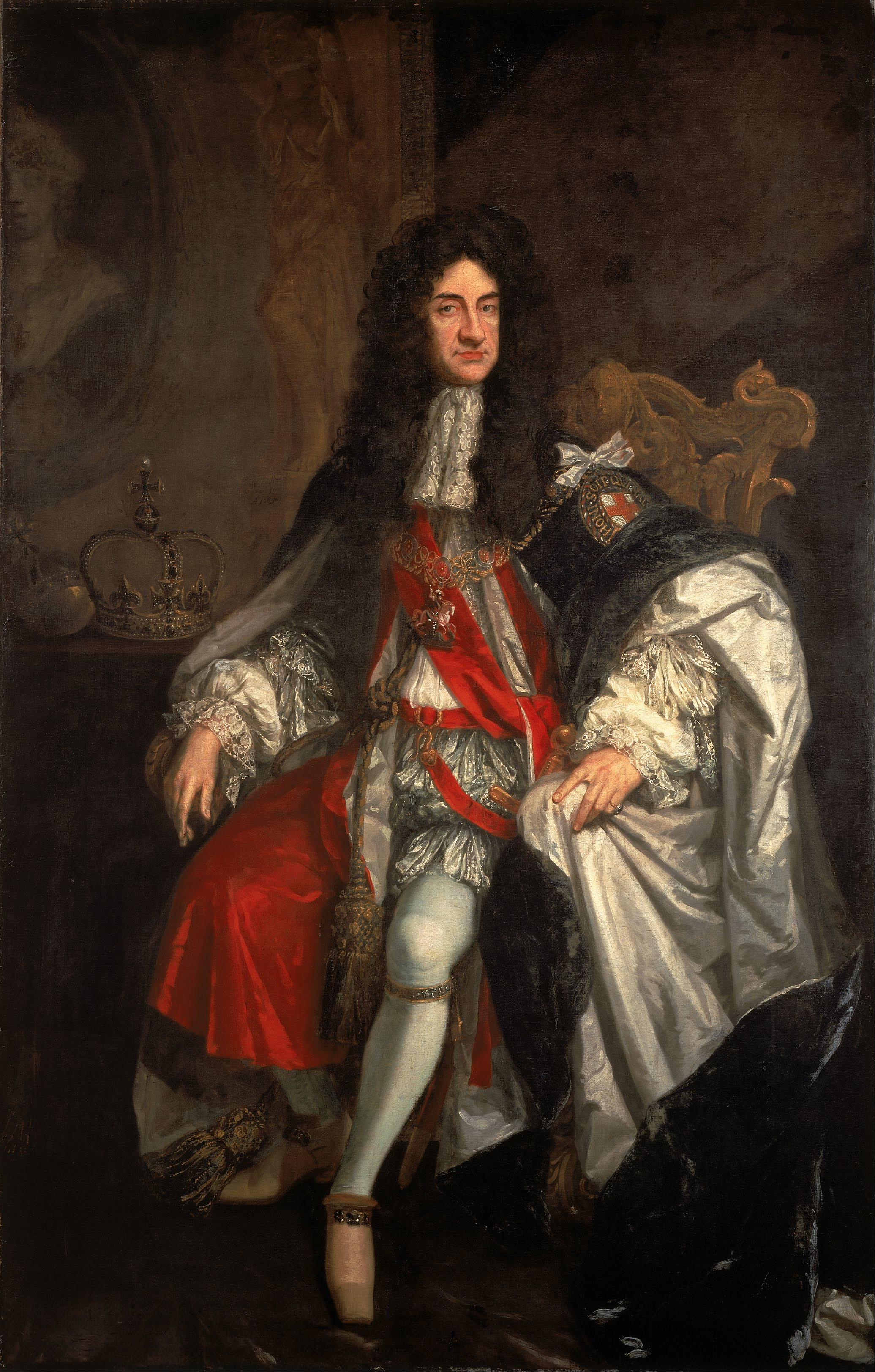
Carlos II

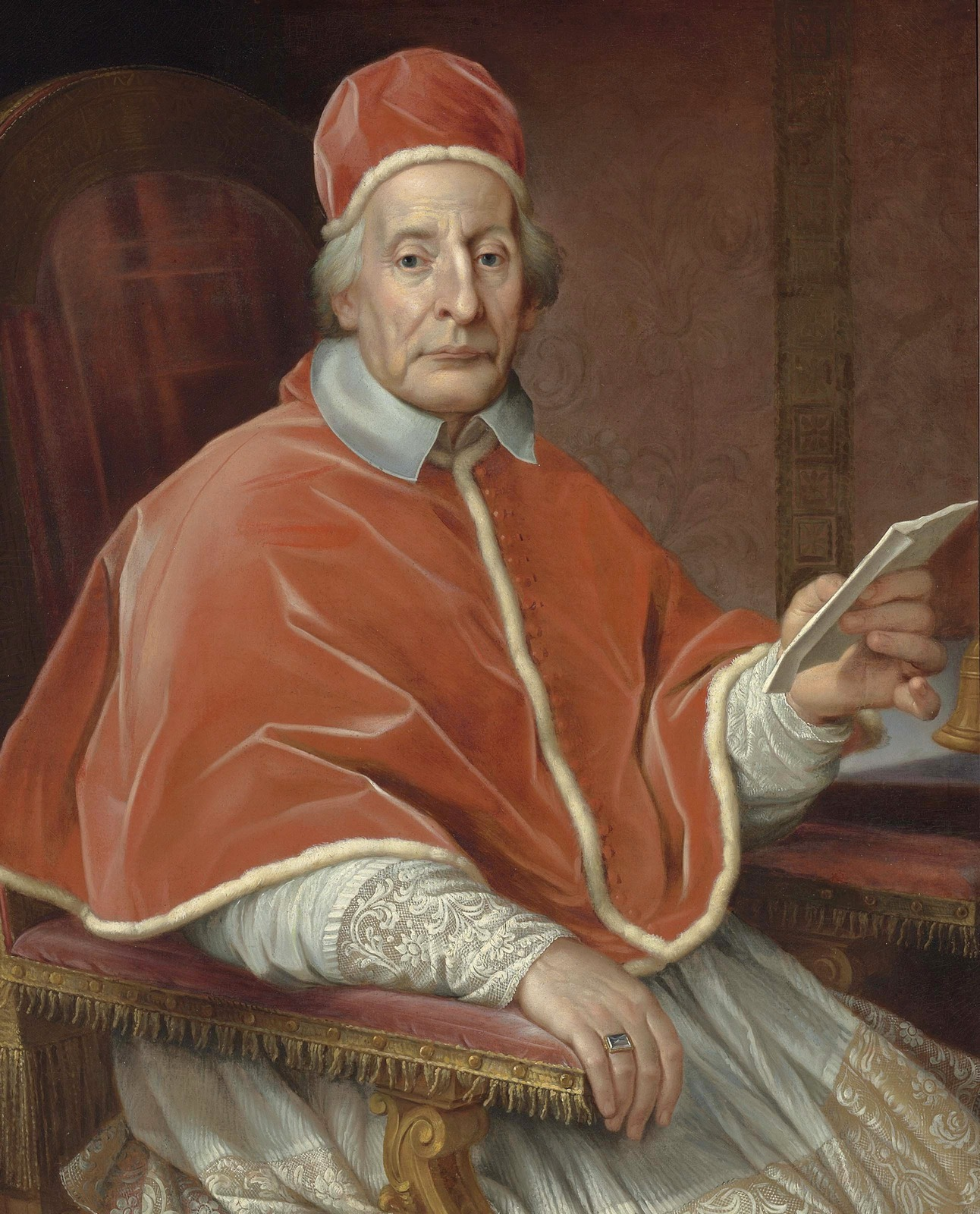
Clemente XII

- 1685: Carlos II, aristócrata inglés (n. 1629).
- 1695: Ahmed II, sultán otomano (n. 1643).
- 1740: Clemente XII, papa de la Iglesia católica entre 1730 y 1740 (n. 1652).
- 1793: Carlo Goldoni, escritor italiano (n. 1707).
- 1804: Joseph Priestley, científico británico (n. 1733).
- 1814: Josefa Dominga Catalá de Valeriola, aristócrata española (n. 1764).
- 1833: Pierre André Latreille, entomólogo francés (n. 1762).
- 1833: Fausto Delhuyar químico español (n. 1755).

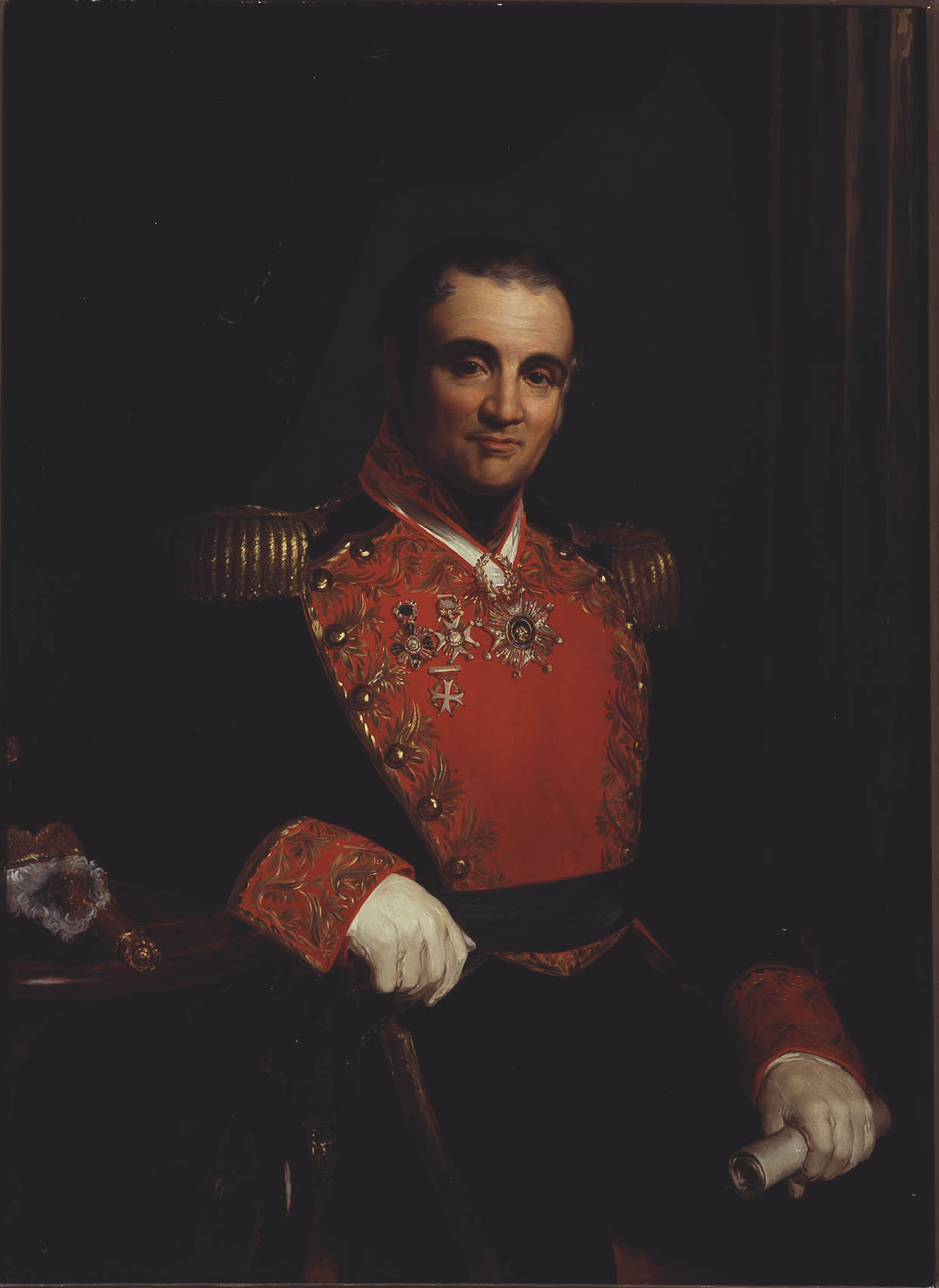
Anastasio Bustamante

- 1853: Anastasio Bustamante, militar y político mexicano, presidente de México entre 1830-1832 y 1837-1841 (n. 1780).
- 1866: Juan Gregorio de las Heras, militar argentino (n. 1780).
- 1872: Santos Gutiérrez, abogado, militar y político colombiano (n. 1820).
- 1899: Leo von Caprivi, canciller alemán (n. 1831).
- 1899: Ramón Verea, periodista, escritor e inventor español (n. 1833).
- 1916: Rubén Darío, poeta, periodista y diplomático nicaragüense (n. 1867).
- 1918: Gustav Klimt, pintor austriaco (n. 1862).
- 1923: Edward Emerson Barnard, astrónomo estadounidense (n. 1857).
- 1929: María Cristina de Habsburgo-Lorena, reina consorte y regente española (n. 1858).

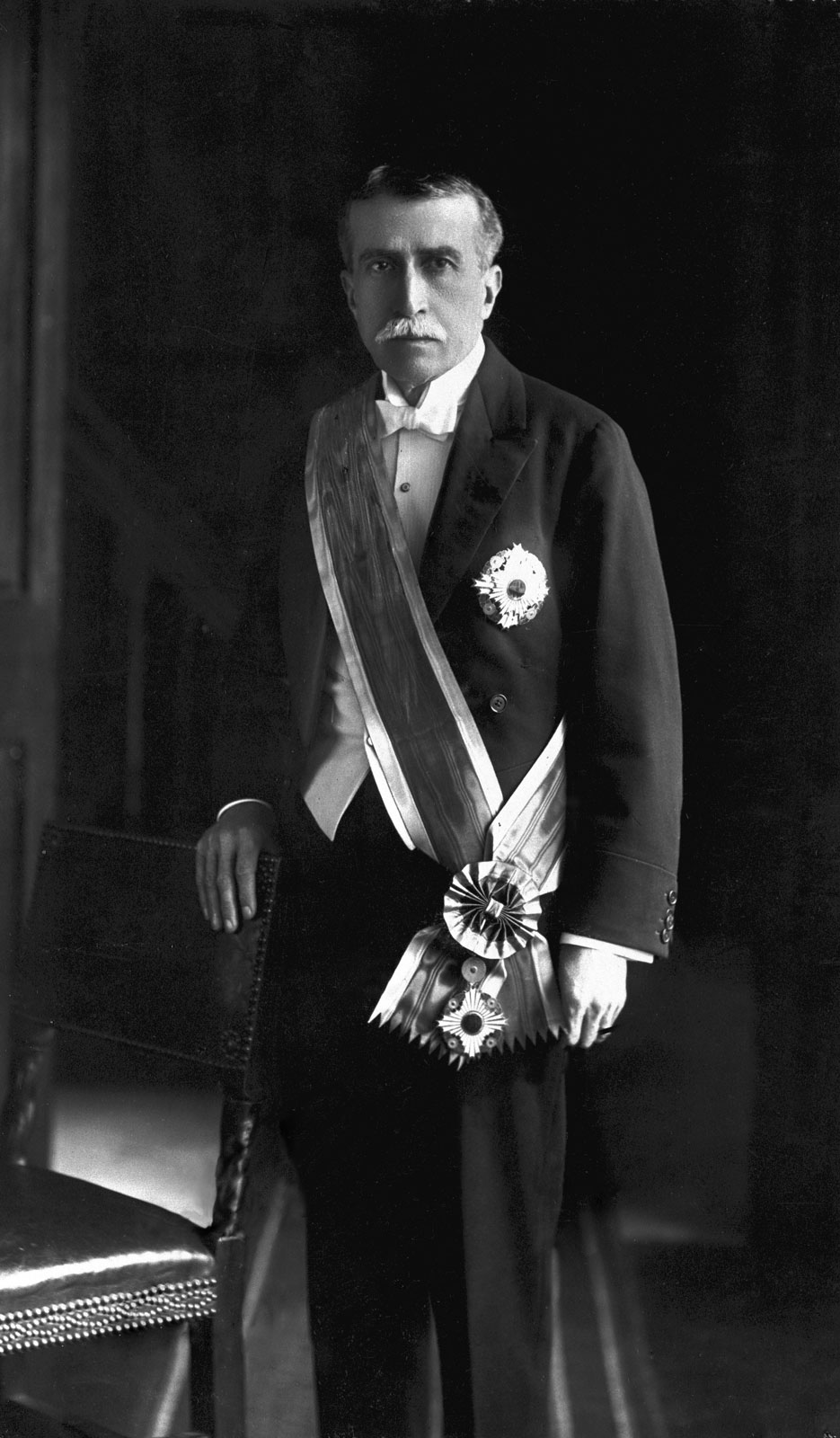
Augusto Leguía

- 1932: Augusto Leguía, político peruano, presidente del Perú entre 1908-1912 y 1919-1930 (n. 1863).
- 1938: Néstor Martín-Fernández de la Torre, pintor y artista español (n. 1887).
- 1941: Pedro Zonza Briano, escultor argentino (n. 1886).
- 1944: Luigi Trinchero, escultor italiano (n. 1862).
- 1945: Rudolf Lange, militar alemán (n. 1910).
- 1946: Oswald Kabasta, director de orquesta austríaco (n. 1896).

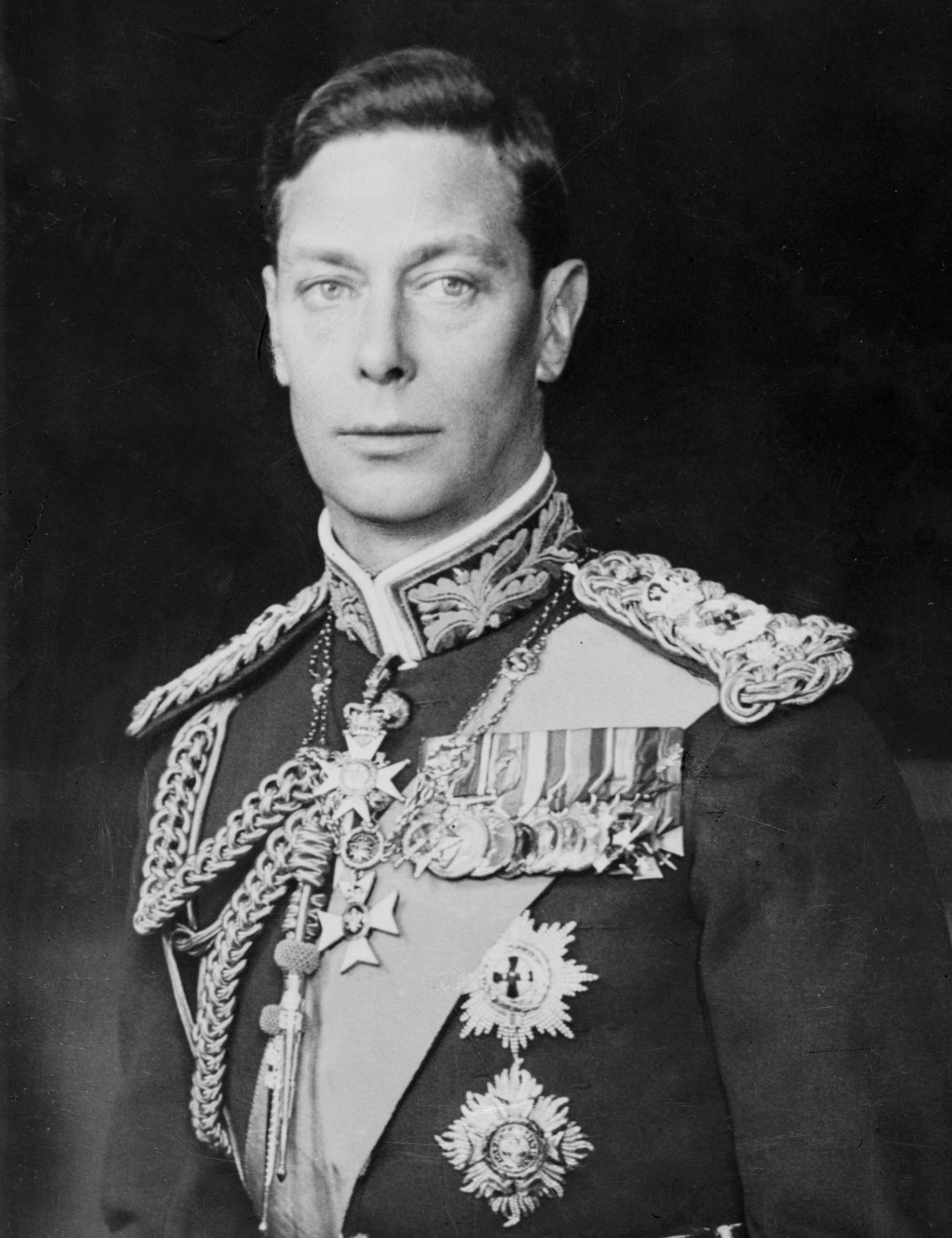
Jorge VI del Reino Unido

- 1952: Jorge VI, aristócrata británico, rey del Reino Unido entre 1936 y 1952 (n. 1895).
- 1962: Candido Portinari, pintor brasileño (n. 1903).
- 1963: Abd el-Krim, líder independentista magrebí (n. 1882).
- 1963: Piero Manzoni, artista italiano (n. 1933).
- 1964: Lupe Carriles, actriz mexicana (n. 1913).
- 1964: Emilio Aguinaldo, presidente filipino (n. 1869).
- 1965: Enrico Carzino, futbolista italiano (n. 1897).
- 1975: Francisco Pierrá Gómez, actor español (n. 1895).
- 1979: Issá Plíyev, militar soviético (n. 1903).
- 1981: Federica de Hanóver, reina griega (n. 1917).
- 1982: Ben Nicholson, pintor británico (n. 1894).
- 1984: Jorge Guillén, poeta español integrante de la Generación del 27 (n. 1893).
- 1984: Julio de la Piedra, político peruano (n. 1896).
- 1985: James Hadley Chase, escritor británico (n. 1906).
- 1986: Minoru Yamasaki, arquitecto estadounidense (n. 1912).
- 1988: Carmen Polo, mujer española, esposa del dictador Francisco Franco (n. 1900).
- 1989: Barbara Tuchman, historiadora y escritora estadounidense (n. 1912).
- 1990: José María García de Paredes, arquitecto español (n. 1924).
- 1991: Juan Záizar, cantautor mexicano (n. 1933).
- 1991: María Zambrano, escritora y filósofa española (n. 1904).
- 1992: Petrona Carrizo de Gandulfo, cocinera y conductora de televisión argentina (n. 1896).
- 1993: Arthur Ashe, tenista estadounidense (n. 1943).
- 1994: Joseph Cotten, actor estadounidense (n. 1905).
- 1994: Jack Kirby, historietista estadounidense (n. 1917).
- 1994: Luis Alberto Sánchez, abogado, filósofo, historiador y político peruano (n. 1900).
- 1995: Maruja Mallo, pintora española (n. 1902).
- 1995: Mira Lobe, escritora austríaca (n. 1913).
- 1996: Guy Madison, actor estadounidense (n. 1922).
- 1998: Falco, músico austriaco (n. 1957).
- 1998: Carl Wilson, músico estadounidense, de la banda The Beach Boys (n. 1946).
- 1998: José Marroquín "Pipo", actor, cómico y presentador de televisión mexicano (n. 1933).
- 2002: Max Perutz, biólogo británico de origen austriaco, premio nobel de química en 1962 (n. 1914).
- 2003: José Craveirinha, poeta mozambiqueño (n. 1922).
- 2003: Juan Luis Londoño, economista, periodista y político colombiano (n. 1958).
- 2004: Margarita Landi, periodista española (n. 1918).
- 2004: Humphry Osmond, psiquiatra británico (n. 1917).
- 2006: José María Peñaranda, compositor colombiano de música popular costeña (n. 1907).
- 2006: Pedro González González, actor mexicano-estadounidense (n. 1925).
- 2006: Esther Sandoval, actriz puertorriqueña (n. 1927).
- 2007: Frankie Laine, cantante estadounidense (n. 1913).
- 2007: Luis Guillermo Vélez, político y economista colombiano (n. 1943).
- 2008: Gustavo Pons Muzzo, historiador peruano (n. 1916).
- 2008: Juan Antonio Fernández Abajo, presentador español (n. 1938).
- 2009: Philip Carey, actor estadounidense (n. 1925).
- 2009: Antonio Martínez Cobos "el Cobijano", novillero español (n. 1930).
- 2010: John Dankworth, compositor, clarinetista y saxofonista de jazz británico (n. 1927).
- 2010: Héctor Quiñones, abogado y político mexicano (n. 1956).
- 2010: Vitali Popkov, aviador militar soviético (n. 1922).
- 2011: Gary Moore, músico, compositor y guitarrista británico de Thin Lizzy (n. 1952).
- 2011: Josefa Iloilo, político fiyiano, presidente de Fiyi entre 2000 y 2009 (n. 1920).
- 2011: Andrée Chedid, escritora francesa (n. 1920).
- 2011: Ken Olsen, ingeniero y empresario estadounidense (n. 1926).
- 2012: Peter Breck, actor estadounidense (n. 1929).
- 2012: Antoni Tàpies, pintor español (n. 1923).
- 2013: Chokri Belaid, abogado y político tunecino, asesinado (n. 1964).
- 2013: Menajem Elon, juez, político y rabino ortodoxo germano-israelí (n. 1929).
- 2014: Ralph Kiner, beisbolista estadounidense (n. 1922).
- 2014: Tatiana Sisquella, periodista española (n. 1978).
- 2015: André Brink, escritor sudafricano (n. 1935).

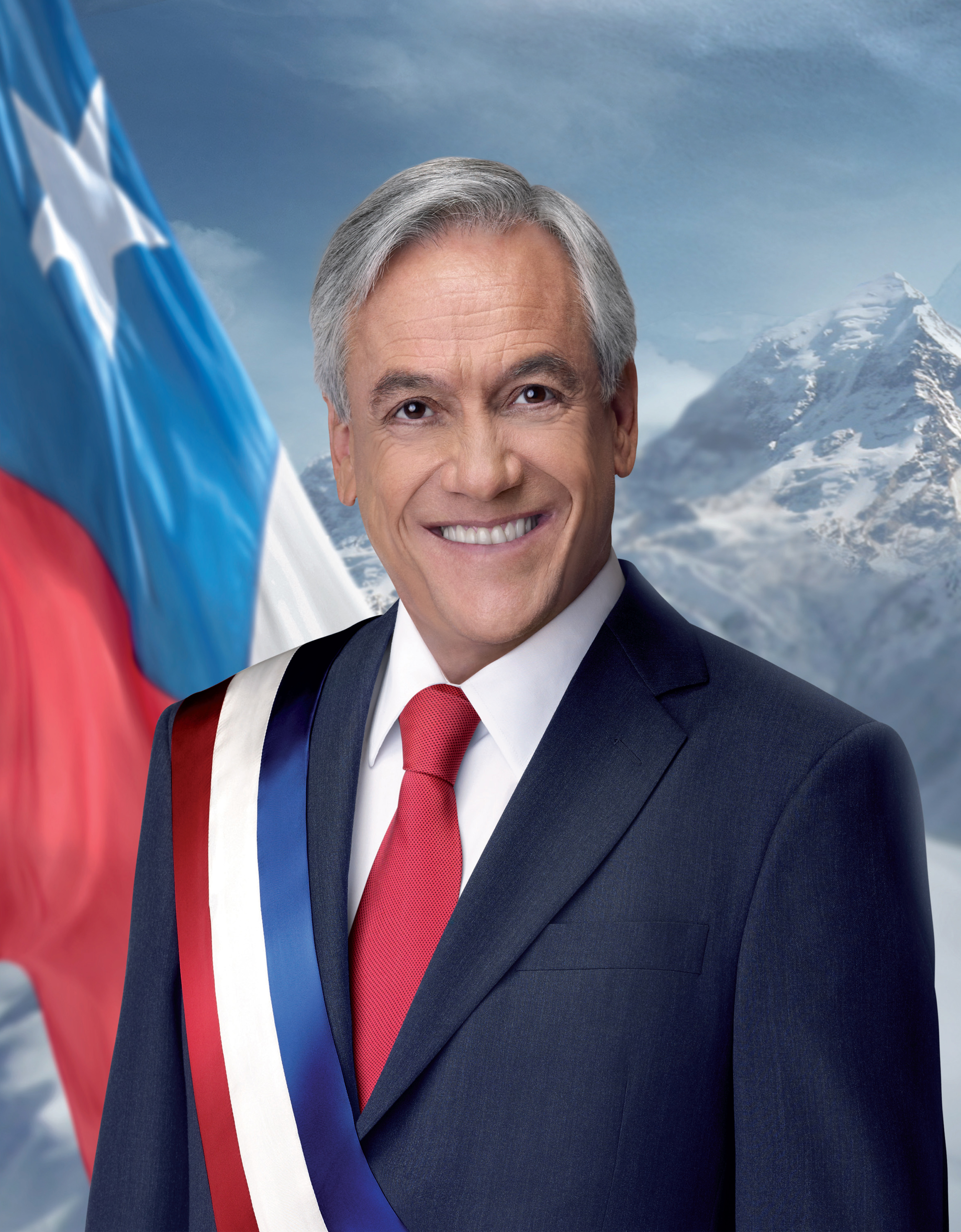
Sebastián Piñera

- 2016: Jaume Ferran Camps, poeta y profesor universitario español (n. 1928).
- 2017: Roger Walkowiak, ciclista francés (n. 1927).
- 2018: Débora Pérez Volpin, periodista y política argentina (n. 1967).
- 2019: Manfred Eigen, físico y químico alemán, premio nobel de química en 1967 (n. 1927).
- 2020: Jhon Jairo Velásquez, sicario colombiano (n. 1962).
- 2021: George Shultz, empresario y político estadounidense (n. 1920).
- 2022: George Crumb compositor estadounidense (n. 1929).
- 2023: Lubomír Štrougal, político checo (n. 1924).
- 2023: víctimas de los terremotos de Turquía y Siria:
  - Nader Joukhadar, futbolista y entrenador sirio (n. 1977).
  - Christian Atsu, futbolista ghanés (n. 1992).
- 2024: Miguel Ángel González Suárez, futbolista español (n. 1947).
- 2024: Sebastián Piñera, empresario y político chileno, presidente de Chile entre 2010-2014 y 2018-2022 (n. 1949).
- 2025: Kenneth Kitchen, egiptólogo británico (n. 1931).

## Celebraciones

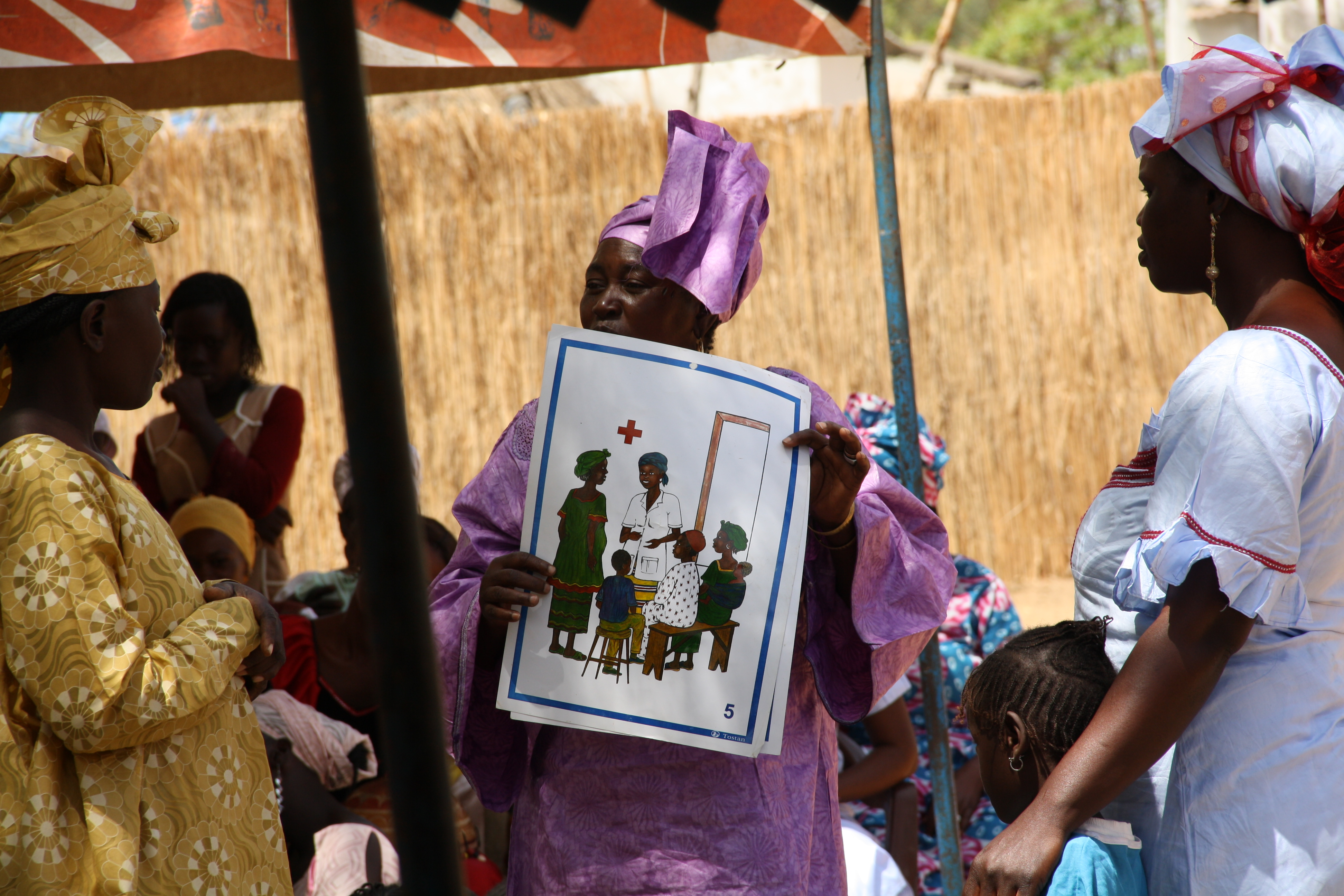
Día Internacional de Tolerancia Cero con la Mutilación Genital Femenina.

- Día Internacional de Tolerancia Cero con la Mutilación Genital Femenina.[5]

- Día de Bob Marley.[6]
Aniversario del nacimiento del famoso cantante en 1945, conocido como el Rey del Reggae.

- Día Mundial del Barman.
Se celebra hoy día de San Amando, santo patrón de los productores de vino, cerveceros y trabajadores de tabernas. También el 24 de febrero se celebra en varios países el Día Mundial del Barman.
(en inglés: World Bartender Day).

- Día del Optimista (2025).
Celebración declarada por Optimist International (https://www.optimist.org/), una organización de servicio mundial radicada en Kentucky, Estados Unidos, que se celebra anualmente el primer jueves de febrero.
(en inglés: Optimist Day).

Europa
- Laponia: (Finlandia, Noruega, Rusia y Suecia).
  - Día Nacional Sami.[7]

 Por países
(Por orden alfabético)
- Estados Unidos: 
  - Día de los Palillos Chinos.
(en inglés: National Chopsticks Day).
  - Día del Yogur Helado o Frogurt.
(en inglés: National Frozen Yogurt Day).
  - Día Nacional del Pato Cojo. Término utilizado para describir a un funcionario electo que ya no es responsable ante su electorado, generalmente debido al hecho de que está a punto de dejar su cargo.
(en inglés: National Lame Duck Day).
    -  California y  Florida:
      - Día de Ronald Reagan.
(en inglés: Ronald Reagan Day).

- Nueva Zelanda: 
  - Día de Waitangi (fiesta nacional).[8]

- Panamá: 
  - Día del Fotógrafo y Camarógrafo.[9]Conmemora al camarógrafo Rogelio Martínez del entonces Canal 2,[10]quien en cumplimiento de su labor periodística en una cobertura electoral falleció el 6 de febrero de 1981 en un trágico accidente en Costa Rica. Esta fecha fue establecida por el Acuerdo Municipal N° 45 del 21 de agosto de 1990.

### Santoral católico

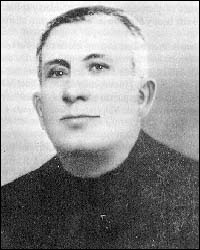
San Mateo Correa, sacerdote mexicano y mártir del secreto de la confesión.

- San Alfonso María Fusco.[11]
- San Amando,[11]patrón de los productores de vino, cerveceros y trabajadores de tabernas.
- San Antoliano, mártir.[11]
- San Brinolfo Algotsson.[11]
- Santa Dorotea.[11]
- San Gastón.
- San Guarino de Palestrina.[11]
- San Mateo Correa.[11](imagen ilustrativa).
- San Melis.[11]
- San Pablo Miki y los 26 mártires de Japón, misioneros jesuitas.[12][11]
- Santa Renula o Relinda.[11]
- San Silvano, obispo.[11]
- San Vedasto.[11]
- Beato Ángel de Furcio, religioso italiano.[11]
- San Francisco Spinelli.[11]